# Bulgária a 2008. évi nyári olimpiai játékokon
Bulgária a kínai Pekingben megrendezett 2008. évi nyári olimpiai játékok egyik részt vevő nemzete volt. Az országot az olimpián 15 sportágban 70 sportoló képviselte, akik összesen 5 érmet szereztek.

## Érmesek
| Érem  | Versenyző         | Sportág  | Versenyszám              |
| ----- | ----------------- | -------- | ------------------------ |
| Arany | Rumjana Nejkova   | Evezés   | Női egypárevezős         |
| Ezüst | Sztanka Zlateva   | Birkózás | Női szabadfogás, 72 kg   |
| Bronz | Javor Janakiev    | Birkózás | Férfi kötöttfogás, 74 kg |
| Bronz | Radoszlav Velikov | Birkózás | Férfi szabadfogás, 55 kg |
| Bronz | Kiril Terziev     | Birkózás | Férfi szabadfogás, 74 kg |

## Atlétika
Férfi
| Versenyző        | Versenyszám | Előfutam | Előfutam | Előfutam | Negyeddöntő | Negyeddöntő | Negyeddöntő | Elődöntő | Elődöntő | Elődöntő | Döntő   | Döntő    |
| Versenyző        | Versenyszám | Idő      | Hely.    | Össz.    | Idő         | Hely.       | Össz.       | Idő      | Hely.    | Össz.    | Idő     | Helyezés |
| ---------------- | ----------- | -------- | -------- | -------- | ----------- | ----------- | ----------- | -------- | -------- | -------- | ------- | -------- |
| Desziszlav Gunev | 100 m       | 10,66    | 6.       | 58.      | kiesett     | kiesett     | kiesett     | kiesett  | kiesett  | kiesett  | kiesett | kiesett  |
| Desziszlav Gunev | 200 m       | 21,55    | 6.       | 54.*     | kiesett     | kiesett     | kiesett     | kiesett  | kiesett  | kiesett  | kiesett | kiesett  |

| Versenyző         | Versenyszám   | Selejtező                | Selejtező                | Döntő    | Döntő    |
| Versenyző         | Versenyszám   | Eredmény                 | Helyezés                 | Eredmény | Helyezés |
| ----------------- | ------------- | ------------------------ | ------------------------ | -------- | -------- |
| Szpasz Buhalov    | Rúdugrás      | 545 cm                   | 25.**                    | kiesett  | kiesett  |
| Ilijan Efremov    | Rúdugrás      | érvényes ugrás nélkül    | érvényes ugrás nélkül    | kiesett  | kiesett  |
| Nikolaj Atanaszov | Távolugrás    | 754 cm                   | 35.                      | kiesett  | kiesett  |
| Momcsil Karailiev | Hármasugrás   | 17,12 m                  | 11.                      | 16,48 m  | 11.      |
| Georgi Ivanov     | Súlylökés     | érvényes kísérlet nélkül | érvényes kísérlet nélkül | kiesett  | kiesett  |
| Koljo Nesev       | Gerelyhajítás | 66,00 m                  | 36.                      | kiesett  | kiesett  |

Női
| Versenyző           | Versenyszám    | Előfutam      | Előfutam      | Előfutam      | Negyeddöntő | Negyeddöntő | Negyeddöntő | Elődöntő | Elődöntő | Elődöntő | Döntő   | Döntő    |
| Versenyző           | Versenyszám    | Idő           | Hely.         | Össz.         | Idő         | Hely.       | Össz.       | Idő      | Hely.    | Össz.    | Idő     | Helyezés |
| ------------------- | -------------- | ------------- | ------------- | ------------- | ----------- | ----------- | ----------- | -------- | -------- | -------- | ------- | -------- |
| Inna Eftimova       | 100 m          | 11,67         | 4.            | 43.           | kiesett     | kiesett     | kiesett     | kiesett  | kiesett  | kiesett  | kiesett | kiesett  |
| Inna Eftimova       | 200 m          | 23,50         | 5.            | 31.           | 23,48       | 8.          | 26.         | kiesett  | kiesett  | kiesett  | kiesett | kiesett  |
| Ivet Lalova         | 200 m          | 23,13         | 5.            | 17.           | 23,15       | 4.          | 18.         | kiesett  | kiesett  | kiesett  | kiesett | kiesett  |
| Ivet Lalova         | 100 m          | 11,33         | 1.            | 10.**         | 11,40       | 3.          | 19.*        | 11,51    | 7.       | 15.*     | kiesett | kiesett  |
| Tezdzsan Naimova    | 100 m          | 11,70         | 5.            | 45.           | kiesett     | kiesett     | kiesett     | kiesett  | kiesett  | kiesett  | kiesett | kiesett  |
| Cvetelina Kirilova  | 400 m gát      | 55,22         | 3.            | 5.            |             |             |             | 55,97    | 8.       | 14.      | kiesett | kiesett  |
| Dobrinka Salamanova | 3000 m akadály | nem ért célba | nem ért célba | nem ért célba |             |             |             |          |          |          | kiesett | kiesett  |

| Versenyző           | Versenyszám   | Selejtező | Selejtező | Döntő    | Döntő    |
| Versenyző           | Versenyszám   | Eredmény  | Helyezés  | Eredmény | Helyezés |
| ------------------- | ------------- | --------- | --------- | -------- | -------- |
| Gita Dodova         | Hármasugrás   | 13,53 m   | 25.       | kiesett  | kiesett  |
| Venera Getova       | Diszkoszvetés | 54,00 m   | 34.       | kiesett  | kiesett  |
| Rumjana Karapetrova | Gerelyhajítás | 40,15 m   | 52.       | kiesett  | kiesett  |

* - egy másik versenyzővel azonos időt ért el

** - két másik versenyzővel azonos időt/eredményt ért el

## Birkózás

### Férfi
Kötöttfogású
| Versenyző       | Versenyszám | Selejtező                             | Nyolcaddöntő                              | Negyeddöntő                             | Elődöntő                         | Vigaszág első kör | Vigaszág elődöntő              | Bronz- mérkőzés                       | Döntő             | Helyezés |
| Versenyző       | Versenyszám | Ellenfél Eredmény                     | Ellenfél Eredmény                         | Ellenfél Eredmény                       | Ellenfél Eredmény                | Ellenfél Eredmény | Ellenfél Eredmény              | Ellenfél Eredmény                     | Ellenfél Eredmény | Helyezés |
| --------------- | ----------- | ------------------------------------- | ----------------------------------------- | --------------------------------------- | -------------------------------- | ----------------- | ------------------------------ | ------------------------------------- | ----------------- | -------- |
| Venelin Venkov  | 55 kg       | Hamid Szórján (IRI) · TUS             | kiesett                                   | kiesett                                 | kiesett                          |                   |                                |                                       |                   | 17.      |
| Armen Nazarjan  | 60 kg       | Davit Bedinadze (GEO) · 1-1, 4-1, 5-0 | Szaszamoto Makoto (JPN) · 0-4, 2-0, 2-0   | Vitaliy Rəhimov (AZE) · 2-0, 0-3, 0-7   |                                  |                   | Seng Csiang (CHN) · 1-4, 0-6   | kiesett                               |                   | 7.       |
| Nikolaj Gergov  | 66 kg       |                                       | Şeref Eroğlu (TUR) · 1-1, 2-1             | Szergej Kovalenko (RUS) · 2-1, 2-5, 3-1 | Kanat Begalijev (KGZ) · 1-1, 1-1 |                   |                                | Armen Vardanyan (UKR) · 1-4, 2-1, 1-6 |                   | 5.       |
| Javor Janakiev  | 74 kg       |                                       | Csang Jung-hsziang (CHN) · 2-3, 1-1       |                                         |                                  |                   | Sixto Barrera (PER) · 3-0, 4-0 | Aleh Mihalovics (BLR) · 0-3, 2-0, 2-0 |                   |          |
| Kalojan Dincsev | 96 kg       |                                       | Marek Švec (CZE) · 1-4, 3-1, 1-1          | kiesett                                 | kiesett                          |                   |                                |                                       |                   | 14.      |
| Ivan Ivanov     | 120 kg      |                                       | Yannick Szczepaniak (FRA) · 1-1, 1-1, 1-1 | kiesett                                 | kiesett                          |                   |                                |                                       |                   | 13.      |

Szabadfogású
| Versenyző           | Versenyszám | Selejtező                          | Nyolcaddöntő                       | Negyeddöntő                      | Elődöntő                         | Vigaszág első kör                    | Vigaszág elődöntő                     | Bronz- mérkőzés                      | Döntő             | Helyezés |
| Versenyző           | Versenyszám | Ellenfél Eredmény                  | Ellenfél Eredmény                  | Ellenfél Eredmény                | Ellenfél Eredmény                | Ellenfél Eredmény                    | Ellenfél Eredmény                     | Ellenfél Eredmény                    | Ellenfél Eredmény | Helyezés |
| ------------------- | ----------- | ---------------------------------- | ---------------------------------- | -------------------------------- | -------------------------------- | ------------------------------------ | ------------------------------------- | ------------------------------------ | ----------------- | -------- |
| Radoszlav Velikov   | 55 kg       |                                    | Henry Cejudo (USA) · 1-0, 2-3, 3-4 |                                  |                                  |                                      | Beszarion Gocsasvili (GEO) · 1-0, 2-1 | Namiq Sevdiyev (AZE) · 0-2, 3-1, 1-0 |                   |          |
| Szerafim Barzakov   | 66 kg       |                                    | Csong Jongho (KOR) · 1-0, 1-2, 2-0 | Otar Tusisvili (GEO) · 0-3, 0-2  | kiesett                          |                                      |                                       |                                      |                   | 11.      |
| Kiril Terziev       | 74 kg       |                                    | Mejszam Dzsókár (IRI) · 3-0, 3-1   | Arszen Gityinov (KGZ) · 6-6, TUS | Buvajszar Szajtyijev (RUS) · TUS |                                      |                                       | Iván Fundora (CUB) · 6-5, TUS        |                   |          |
| Bozsidar Bojadzsiev | 120 kg      | Bahtyijar Ahmedov (RUS) · 0-2, 0-2 |                                    |                                  |                                  | Fardin Maszumi (IRI) · 1-0, 0-2, 2-4 | kiesett                               | kiesett                              |                   | 13.      |

### Női
Szabadfogású
| Versenyző       | Versenyszám | Selejtező         | Nyolcaddöntő                    | Negyeddöntő                       | Elődöntő                             | Vigaszág első kör | Vigaszág elődöntő                | Bronz- mérkőzés   | Döntő                  | Helyezés |
| Versenyző       | Versenyszám | Ellenfél Eredmény | Ellenfél Eredmény               | Ellenfél Eredmény                 | Ellenfél Eredmény                    | Ellenfél Eredmény | Ellenfél Eredmény                | Ellenfél Eredmény | Ellenfél Eredmény      | Helyezés |
| --------------- | ----------- | ----------------- | ------------------------------- | --------------------------------- | ------------------------------------ | ----------------- | -------------------------------- | ----------------- | ---------------------- | -------- |
| Elina Vaszeva   | 63 kg       |                   | Maria Dunn (GUM) · 5-0, 7-0     | Aljona Kartasova (RUS) · 0-6, 1-2 |                                      |                   | Jelena Saligina (KAZ) · 0-5, 0-5 | kiesett           |                        | 7.       |
| Sztanka Zlateva | 72 kg       |                   | Ohenewa Akuffo (CAN) · 2-0, 5-0 | Maider Unda (ESP) · 2-3, 6-0, 4-1 | Agnieszka Wieszczek (POL) · 3-0, 5-0 |                   |                                  |                   | Vang Csiao (CHN) · TUS |          |

## Evezés
Férfi
| Versenyző                    | Versenyszám  | Előfutam | Előfutam | Vigaszág | Vigaszág | Elődöntő | Elődöntő | Elődöntő | Döntő | Döntő   | Döntő | Helyezés |
| Versenyző                    | Versenyszám  | Idő      | Hely.    | Idő      | Hely.    | Típus    | Idő      | Hely.    | Típus | Idő     | Hely. | Helyezés |
| ---------------------------- | ------------ | -------- | -------- | -------- | -------- | -------- | -------- | -------- | ----- | ------- | ----- | -------- |
| Martin Janakiev Ivo Janakiev | Kétpárevezős | 6:45,03  | 4.       | 6:24,70  | 3.       | A/B      | 6:26,62  | 4.       | B     | 6:45,91 | 4.    | 10.      |

Női
| Versenyző       | Versenyszám  | Előfutam | Előfutam | Középdöntő | Középdöntő | Elődöntő | Elődöntő | Elődöntő | Döntő | Döntő   | Döntő | Helyezés |
| Versenyző       | Versenyszám  | Idő      | Hely.    | Idő        | Hely.      | Típus    | Idő      | Hely.    | Típus | Idő     | Hely. | Helyezés |
| --------------- | ------------ | -------- | -------- | ---------- | ---------- | -------- | -------- | -------- | ----- | ------- | ----- | -------- |
| Rumjana Nejkova | Egypárevezős | 7:56,07  | 1.       | 7:22,37    | 1.         | A/B      | 7:33,29  | 2.       | A     | 7:22,34 | 1.    |          |

## Íjászat
Férfi
| Versenyző     | Versenyszám | Selejtező | Selejtező | 64-es főtábla                               | 32-es főtábla     | Nyolcaddöntő      | Negyeddöntő       | Elődöntő          | Döntő             | Helyezés |
| Versenyző     | Versenyszám | Pont      | Kiemelt   | Ellenfél Eredmény                           | Ellenfél Eredmény | Ellenfél Eredmény | Ellenfél Eredmény | Ellenfél Eredmény | Ellenfél Eredmény | Helyezés |
| ------------- | ----------- | --------- | --------- | ------------------------------------------- | ----------------- | ----------------- | ----------------- | ----------------- | ----------------- | -------- |
| Daniel Pavlov | Egyéni      | 618       | 59.       | Balzsinyima Cirempilov (RUS) (6.) · 102-112 | kiesett           | kiesett           | kiesett           | kiesett           | kiesett           | 52.*     |

* - két másik versenyzővel azonos eredményt ért el

## Kajak-kenu

### Síkvízi
Férfi
| Versenyző                  | Versenyszám        | Előfutam | Előfutam | Előfutam | Elődöntő | Elődöntő | Elődöntő | Döntő    | Döntő    |
| Versenyző                  | Versenyszám        | Idő      | Hely.    | Össz.    | Idő      | Hely.    | Össz.    | Idő      | Helyezés |
| -------------------------- | ------------------ | -------- | -------- | -------- | -------- | -------- | -------- | -------- | -------- |
| Dejan Georgiev Adnan Aliev | Kenu kettes 500 m  | 1:43,428 | 5.       | 10.      | 1:42,891 | 2.       | 2.       | 1:43,971 | 7.       |
| Dejan Georgiev Adnan Aliev | Kenu kettes 1000 m | 3:54,111 | 6.       | 12.      | 3:45,019 | 4.       | 4.       | kiesett  | kiesett  |

## Kerékpározás

### Országúti kerékpározás
Férfi
| Versenyző       | Versenyszám   | Idő                        | Helyezés                   |
| --------------- | ------------- | -------------------------- | -------------------------- |
| Evgeni Gerganov | Mezőnyverseny | nem ért célba              | nem ért célba              |
| Daniel Petrov   | Mezőnyverseny | nem ért célba (lekörözték) | nem ért célba (lekörözték) |

## Ökölvívás
| Versenyző       | Versenyszám     | Selejtező                  | Nyolcaddöntő                          | Negyeddöntő       | Elődöntő          | Döntő             | Helyezés |
| Versenyző       | Versenyszám     | Ellenfél Eredmény          | Ellenfél Eredmény                     | Ellenfél Eredmény | Ellenfél Eredmény | Ellenfél Eredmény | Helyezés |
| --------------- | --------------- | -------------------------- | ------------------------------------- | ----------------- | ----------------- | ----------------- | -------- |
| Borisz Georgiev | Kisváltósúly    | Javier Molina (USA) · 14-1 | Urancsimegín Mönh-Erdene (MGL) · 3-10 | kiesett           | kiesett           | kiesett           | 9.       |
| Kubrat Pulev    | Szupernehézsúly |                            | Óscar Rivas (COL) · 5-11              | kiesett           | kiesett           | kiesett           | 9.       |

## Röplabda

### Férfi
| #    | Név                  | Klub                     | Kor                              | Magasság |
| ---- | -------------------- | ------------------------ | -------------------------------- | -------- |
| 1    | Evgeni Ivanov        | Halkbank Ankara          | 1974. június 3. (34 évesen)      | 210 cm   |
| 2    | Hriszto Cvetanov     | Budvanska Rivijera Budva | 1978. március 29. (30 évesen)    | 198 cm   |
| 3    | Andrej Zsekov        | Patron Patra             | 1980. március 12. (28 évesen)    | 190 cm   |
| 4    | Bojan Jordanov       | Olympiacos               | 1983. március 12. (25 évesen)    | 197 cm   |
| 5    | Kraszimir Gajdarszki | Olympiacos               | 1983. február 23. (25 évesen)    | 204 cm   |
| 6    | Matej Kazijszki      | Trentino Volley          | 1984. szeptember 23. (23 évesen) | 202 cm   |
| 11   | Vladimir Nikolov     | Trentino Volley          | 1977. október 3. (30 évesen)     | 200 cm   |
| 13   | Teodor Szalparov     | CSKA Sofia               | 1982. augusztus 16. (25 évesen)  | 185 cm   |
| 14   | Kosztadin Sztojkov   | VC Nova                  | 1977. december 7. (30 évesen)    | 199 cm   |
| 15   | Todor Aleksziev      | Levski Siconco           | 1983. április 21. (25 évesen)    | 200 cm   |
| 17   | Plamen Konsztantinov | Iraklis                  | 1973. június 14. (35 évesen)     | 202 cm   |
| 18   | Ivan Taszev          | CSKA Sofia               | 1967. március 21. (41 évesen)    | 189 cm   |
| Edző |                      |                          |                                  |          |
|      | Martin Stojev        | Martin Stojev            | 1971. október 3. (36 évesen)     |          |

- Kor: 2008. augusztus 10-i kora

#### Eredmények
Csoportkör
A csoport
|                        |      | Mérkőzések | Mérkőzések | Pontok | Pontok | Pontok | Szettek | Szettek | Szettek |
| Csapat                 | Pont | Gy         | V          | P+     | P–     | PA     | Sz+     | Sz–     | SzA     |
| ---------------------- | ---- | ---------- | ---------- | ------ | ------ | ------ | ------- | ------- | ------- |
| Egyesült Államok (USA) | 10   | 5          | 0          | 460    | 371    | 1,240  | 15      | 4       | 3,750   |
| Olaszország (ITA)      | 9    | 4          | 1          | 439    | 401    | 1,095  | 13      | 6       | 2,167   |
| Bulgária (BUL)         | 8    | 3          | 2          | 446    | 440    | 1,014  | 10      | 9       | 1,111   |
| Kína (CHN)             | 7    | 2          | 3          | 445    | 492    | 0,904  | 9       | 13      | 0,692   |
| Venezuela (VEN)        | 6    | 1          | 4          | 421    | 451    | 0,933  | 8       | 12      | 0,667   |
| Japán (JPN)            | 5    | 0          | 5          | 392    | 448    | 0,875  | 4       | 15      | 0,267   |

| 2008. augusztus 10. 20:00 | Bulgária (BUL)                           | 3–1 | Kína (CHN) | Capital Indoor Stadium, Peking Nézőszám: 11 000 Játékvezető: Laert Souza (BRA), Mitch Davidson (CAN) |
| 2008. augusztus 10. 20:00 | (25–20, 25–21, 26–28, 25–19) Jegyzőkönyv |     |            | Capital Indoor Stadium, Peking Nézőszám: 11 000 Játékvezető: Laert Souza (BRA), Mitch Davidson (CAN) |

| 2008. augusztus 12. 22:45 | Japán (JPN)                              | 1–3 | Bulgária (BUL) | Capital Indoor Stadium, Peking Nézőszám: 3200 Játékvezető: Mitch Davidson (CAN), Victor Rodriguez (PUR) |
| 2008. augusztus 12. 22:45 | (27–29, 25–23, 21–25, 19–25) Jegyzőkönyv |     |                | Capital Indoor Stadium, Peking Nézőszám: 3200 Játékvezető: Mitch Davidson (CAN), Victor Rodriguez (PUR) |

| 2008. augusztus 14. 22:30 | Bulgária (BUL)                           | 1–3 | Egyesült Államok (USA) | Capital Indoor Stadium, Peking Nézőszám: 5700 Játékvezető: Laert Souza (BRA), Kun-Tae Kim (KOR) |
| 2008. augusztus 14. 22:30 | (29–27, 21–25, 14–25, 24–26) Jegyzőkönyv |     |                        | Capital Indoor Stadium, Peking Nézőszám: 5700 Játékvezető: Laert Souza (BRA), Kun-Tae Kim (KOR) |

| 2008. augusztus 16. 14:50 | Olaszország (ITA)                 | 3–0 | Bulgária (BUL) | Capital Indoor Stadium, Peking Nézőszám: 8000 Játékvezető: Umit Sokullu (TUR), Mohammad Shahmiri (IRI) |
| 2008. augusztus 16. 14:50 | (25–20, 25–21, 25–16) Jegyzőkönyv |     |                | Capital Indoor Stadium, Peking Nézőszám: 8000 Játékvezető: Umit Sokullu (TUR), Mohammad Shahmiri (IRI) |

| 2008. augusztus 18. 10:00 | Bulgária (BUL)                           | 3–1 | Venezuela (VEN) | Beijing Institute of Technology Gymnasium, Peking Nézőszám: 3400 Játékvezető: Mohammad Shahmiri (IRI), Laert Souza (BRA) |
| 2008. augusztus 18. 10:00 | (23–25, 25–19, 25–16, 25–22) Jegyzőkönyv |     |                 | Beijing Institute of Technology Gymnasium, Peking Nézőszám: 3400 Játékvezető: Mohammad Shahmiri (IRI), Laert Souza (BRA) |

Negyeddöntő
| 2008. augusztus 20. 10:00 | Bulgária (BUL)                           | 1–3 | Oroszország (RUS) | Capital Indoor Stadium, Peking Nézőszám: 11 500 Játékvezető: Hóbor Béla (HUN), Frans Loderus (NED) |
| 2008. augusztus 20. 10:00 | (25–20, 16–25, 22–25, 21–25) Jegyzőkönyv |     |                   | Capital Indoor Stadium, Peking Nézőszám: 11 500 Játékvezető: Hóbor Béla (HUN), Frans Loderus (NED) |

| Csapat         | Helyezés |
| -------------- | -------- |
| Bulgária (BUL) | 5.       |

## Sportlövészet
Férfi
| Versenyző      | Versenyszám    | Selejtező | Selejtező | Döntő   | Döntő    |
| Versenyző      | Versenyszám    | Pont      | Helyezés  | Pont    | Helyezés |
| -------------- | -------------- | --------- | --------- | ------- | -------- |
| Tanyu Kirjakov | Légpisztoly    | 580       | 9.        | kiesett | kiesett  |
| Tanyu Kirjakov | Szabadpisztoly | 562       | 6.        | 656,8   | 6.       |

Női
| Versenyző              | Versenyszám           | Selejtező | Selejtező | Döntő   | Döntő    |
| Versenyző              | Versenyszám           | Pont      | Helyezés  | Pont    | Helyezés |
| ---------------------- | --------------------- | --------- | --------- | ------- | -------- |
| Marija Grozdeva        | Légpisztoly           | 382       | 11.       | kiesett | kiesett  |
| Marija Grozdeva        | Sportpisztoly         | 583       | 5.        | 786,6   | 5.       |
| Irena Tanova           | Sportpisztoly         | 569       | 37.       | kiesett | kiesett  |
| Irena Tanova           | Légpisztoly           | 377       | 32.       | kiesett | kiesett  |
| Desziszlava Balabanova | Légpuska              | 393       | 26.       | kiesett | kiesett  |
| Desziszlava Balabanova | Sportpuska, összetett | 574       | 28.       | kiesett | kiesett  |

## Tenisz
Női
| Versenyző         | Versenyszám | 64-es főtábla                      | 32-es főtábla                       | Nyolcaddöntő      | Negyeddöntő       | Elődöntő          | Bronz- mérkőzés   | Döntő             | Helyezés |
| Versenyző         | Versenyszám | Ellenfél Eredmény                  | Ellenfél Eredmény                   | Ellenfél Eredmény | Ellenfél Eredmény | Ellenfél Eredmény | Ellenfél Eredmény | Ellenfél Eredmény | Helyezés |
| ----------------- | ----------- | ---------------------------------- | ----------------------------------- | ----------------- | ----------------- | ----------------- | ----------------- | ----------------- | -------- |
| Cvetana Pironkova | Egyes       | Marta Domachowska (POL) · 6-3, 6-4 | Dominika Cibulková (SVK) · 2-6, 2-6 | kiesett           | kiesett           | kiesett           | kiesett           | kiesett           | 17.      |

## Tollaslabda
| Versenyző        | Versenyszám | Selejtező                         | 32-es főtábla                    | Nyolcaddöntő                      | Negyeddöntő       | Elődöntő          | Bronz- mérkőzés   | Döntő             | Helyezés |
| Versenyző        | Versenyszám | Ellenfél Eredmény                 | Ellenfél Eredmény                | Ellenfél Eredmény                 | Ellenfél Eredmény | Ellenfél Eredmény | Ellenfél Eredmény | Ellenfél Eredmény | Helyezés |
| ---------------- | ----------- | --------------------------------- | -------------------------------- | --------------------------------- | ----------------- | ----------------- | ----------------- | ----------------- | -------- |
| Petya Nedelcseva | Női egyes   | Sara Persson (SWE) · 21-10, 21-10 | Hádija Hoszni (EGY) · 21-7, 21-4 | Wong Mew Choo (MAS) · 16-21, 8-21 | kiesett           | kiesett           | kiesett           | kiesett           | 9.       |

## Torna
Férfi
| Versenyző      | Versenyszám      | Selejtező | Selejtező | Döntő    | Döntő    |
| Versenyző      | Versenyszám      | Pontszám  | Helyezés  | Pontszám | Helyezés |
| -------------- | ---------------- | --------- | --------- | -------- | -------- |
| Jordan Jovcsev | Gyűrű            | 16,275    | 2.        | 15,525   | 8.       |
| Jordan Jovcsev | Egyéni összetett | 16,275    | 95.       | kiesett  | kiesett  |

Női
| Versenyző          | Versenyszám      | Selejtező | Selejtező | Döntő    | Döntő    |
| Versenyző          | Versenyszám      | Pontszám  | Helyezés  | Pontszám | Helyezés |
| ------------------ | ---------------- | --------- | --------- | -------- | -------- |
| Nikolina Tankuseva | Talaj            | 12,850    | 77.       | kiesett  | kiesett  |
| Nikolina Tankuseva | Ugrás            | 13,850    |           | kiesett  | kiesett  |
| Nikolina Tankuseva | Felemás korlát   | 12,700    | 77.       | kiesett  | kiesett  |
| Nikolina Tankuseva | Gerenda          | 12,075    | 82.       | kiesett  | kiesett  |
| Nikolina Tankuseva | Egyéni összetett | 51,475    | 60.       | kiesett  | kiesett  |

### Ritmikus gimnasztika
| Versenyző          | Versenyszám | Selejtező | Selejtező | Selejtező | Selejtező | Selejtező | Selejtező | Selejtező | Selejtező | Selejtező | Selejtező | Döntő   | Döntő   | Döntő   | Döntő   | Döntő    | Döntő    | Döntő   | Döntő   | Döntő    | Döntő    | Helyezés |
| Versenyző          | Versenyszám | Kötél     | Kötél     | Karika    | Karika    | Buzogány  | Buzogány  | Szalag    | Szalag    | Összesen  | Összesen  | Kötél   | Kötél   | Karika  | Karika  | Buzogány | Buzogány | Szalag  | Szalag  | Összesen | Összesen | Helyezés |
| Versenyző          | Versenyszám | Pont      | Hely.     | Pont      | Hely.     | Pont      | Hely.     | Pont      | Hely.     | Pont      | Hely.     | Pont    | Hely.   | Pont    | Hely.   | Pont     | Hely.    | Pont    | Hely.   | Pont     | Hely.    | Helyezés |
| ------------------ | ----------- | --------- | --------- | --------- | --------- | --------- | --------- | --------- | --------- | --------- | --------- | ------- | ------- | ------- | ------- | -------- | -------- | ------- | ------- | -------- | -------- | -------- |
| Elizabet Paiszieva | Egyéni      | 16,175    | 16.       | 16,400    | 15.       | 16,200    | 17.       | 14,525    | 22.       | 63,300    | 19.       | kiesett | kiesett | kiesett | kiesett | kiesett  | kiesett  | kiesett | kiesett | kiesett  | kiesett  | 19.      |
| Szimona Pejcseva   | Egyéni      | 16,900    | 8.        | 17,125    | 7.        | 16,475    | 12.       | 16,675    | 12.       | 67,175    | 9.        | 15,975  | 10.     | 16,975  | 10.     | 16,775   | 10.      | 15,750  | 10.     | 65,475   | 10.      | 10.      |

| Versenyző                                                                                      | Versenyszám | Selejtező | Selejtező | Selejtező              | Selejtező              | Selejtező | Selejtező | Döntő   | Döntő   | Döntő                  | Döntő                  | Döntő    | Döntő    | Helyezés |
| Versenyző                                                                                      | Versenyszám | 5 kötél   | 5 kötél   | 3 karika és 2 buzogány | 3 karika és 2 buzogány | Összesen  | Összesen  | 5 kötél | 5 kötél | 3 karika és 2 buzogány | 3 karika és 2 buzogány | Összesen | Összesen | Helyezés |
| Versenyző                                                                                      | Versenyszám | Pont      | Hely.     | Pont                   | Hely.                  | Pont      | Hely.     | Pont    | Hely.   | Pont                   | Hely.                  | Pont     | Hely.    | Helyezés |
| ---------------------------------------------------------------------------------------------- | ----------- | --------- | --------- | ---------------------- | ---------------------- | --------- | --------- | ------- | ------- | ---------------------- | ---------------------- | -------- | -------- | -------- |
| Jolita Manolova Cveta Kuszeva Zornica Marinova Maja Paunovszka Joanna Tancseva Tatjana Tongova | Csapat      | 16,825    | 5.        | 16,875                 | 5.                     | 33,700    | 5.        | 16,750  | 5.      | 16,800                 | 5.                     | 33,550   | 5.       | 5.       |

## Úszás
Férfi
| Versenyző           | Versenyszám      | Előfutam | Előfutam | Előfutam | Elődöntő | Elődöntő | Elődöntő | Döntő     | Döntő    |
| Versenyző           | Versenyszám      | Idő      | Hely.    | Össz.    | Idő      | Hely.    | Össz.    | Idő       | Helyezés |
| ------------------- | ---------------- | -------- | -------- | -------- | -------- | -------- | -------- | --------- | -------- |
| Mihail Alekszandrov | 100 m mell       | 1:00,69  | 3.       | 14.      | 1:00,61  | 6.       | 11.      | kiesett   | kiesett  |
| Mihail Alekszandrov | 200 m mell       | 2:11,94  | 5.       | 24.      | kiesett  | kiesett  | kiesett  | kiesett   | kiesett  |
| Mihail Alekszandrov | 200 m vegyes     | 2:00,70  | 2.       | 20.      | kiesett  | kiesett  | kiesett  | kiesett   | kiesett  |
| Georgi Palazov      | 100 m pillangó   | 55,25    | 8.       | 60.      | kiesett  | kiesett  | kiesett  | kiesett   | kiesett  |
| Georgi Palazov      | 200 m pillangó   | 2:01,84  | 8.       | 39.      | kiesett  | kiesett  | kiesett  | kiesett   | kiesett  |
| Petar Sztojcsev     | 1500 m gyors     | 15:28,84 | 2.       | 30.      |          |          |          | kiesett   | kiesett  |
| Petar Sztojcsev     | 10 km nyílt vízi |          |          |          |          |          |          | 1:52:09,1 | 6.       |

Női
| Versenyző      | Versenyszám | Előfutam | Előfutam | Előfutam | Elődöntő | Elődöntő | Elődöntő | Döntő   | Döntő    |
| Versenyző      | Versenyszám | Idő      | Hely.    | Össz.    | Idő      | Hely.    | Össz.    | Idő     | Helyezés |
| -------------- | ----------- | -------- | -------- | -------- | -------- | -------- | -------- | ------- | -------- |
| Nina Rangelova | 200 m gyors | 2:00,66  | 2.       | 30.      | kiesett  | kiesett  | kiesett  | kiesett | kiesett  |

## Vitorlázás
Női
| Versenyző            | Versenyszám     | Futam | Futam | Futam | Futam | Futam | Futam | Futam | Futam | Futam | Futam | Futam | Pontszám | Helyezés |
| Versenyző            | Versenyszám     | 1     | 2     | 3     | 4     | 5     | 6     | 7     | 8     | 9     | 10    | É     | Pontszám | Helyezés |
| -------------------- | --------------- | ----- | ----- | ----- | ----- | ----- | ----- | ----- | ----- | ----- | ----- | ----- | -------- | -------- |
| Irina Konsztantinova | Szörfvitorlázás | 18    | 8     | 8     | 15    | 18    | 17    | 10    | 10    | 2     | 13    | -     | 101      | 12.      |